# Yingzao Fashi

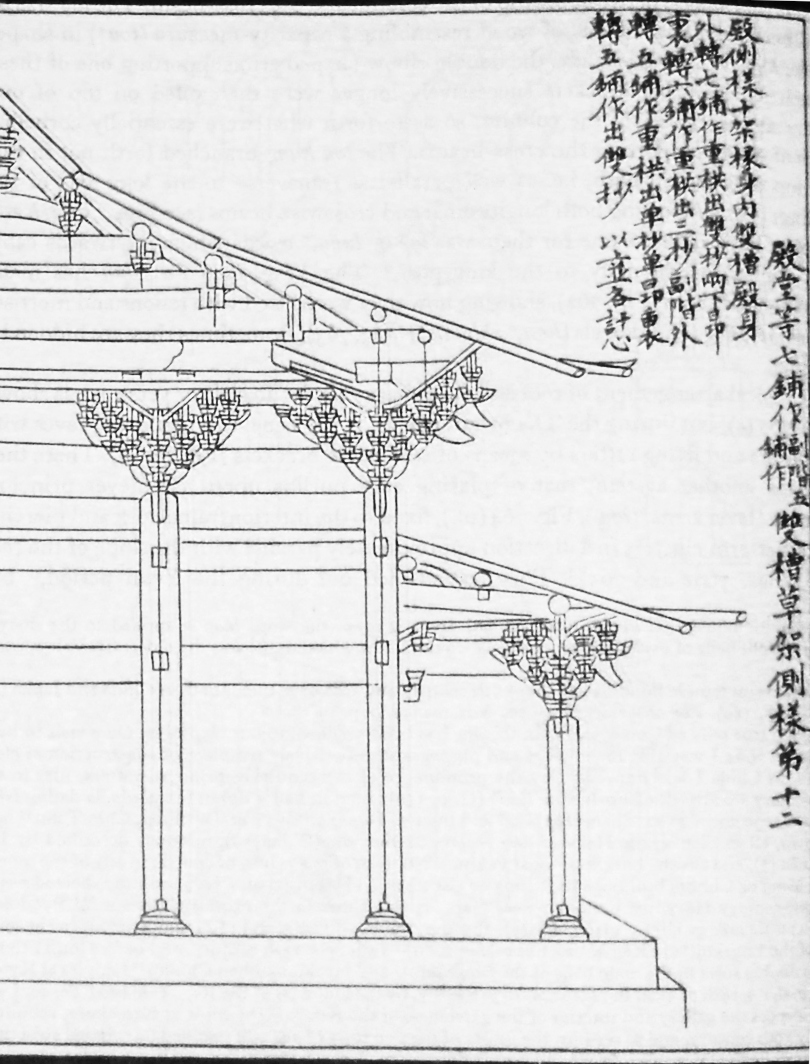
Grupo de canecillos con ménsulas, Yingzao fashi

El Yingzao fashi (en chino, 營造法式; pinyin, yíngzàofǎshì; literalmente, ‘Tratado sobre métodos de arquitectura o las normas oficiales de construcción’) es un tratado técnico sobre arquitectura y artesanía escrito por el autor chino Li Jie (李 誡; 1065–1110). El texto se enmarca en la dirección de edificios y construcción a mediados de la dinastía Song de China.
Siendo un arquitecto prometedor, entre 1097 y 1100 revisó muchos tratados de arquitectura más antiguos, y hacia 1100 había terminado su obra, que presentó al emperador Song Zhezong. El sucesor del emperador, Song Huizong, publicó el libro en 1103 con el fin de proporcionar un conjunto unificado de normas arquitectónicas para constructores, arquitectos y artesanos alfabetizados, así como para las agencias de ingeniería del gobierno central.
Con su libro convertido en un éxito notable, Li Jie fue promovido por Huizong a director del Palacio de Edificios. A partir de entonces, Li llegó a ser bien conocido por su supervisión en la construcción de oficinas administrativas, apartamentos del palacio, puertas y torres-compuertas, el templo ancestral de la Dinastía Song, junto con numerosos templos budistas. En 1145, una segunda edición del libro de Li fue publicada por Wang Huan. Entre 1222 y 1233, se publicó una tercera edición. Esta edición, publicada en Pingjiang (ahora Suzhou), fue posteriormente copiada en la Enciclopedia Yǒnglè y en Siku Quanshu. Además, se realizaron una serie copias en ediciones de bibliotecas privadas. Una de estas copias de la edición Pingjiang fue redescubierta en 1919 e impresa como facsímil en 1920.

## El tratado

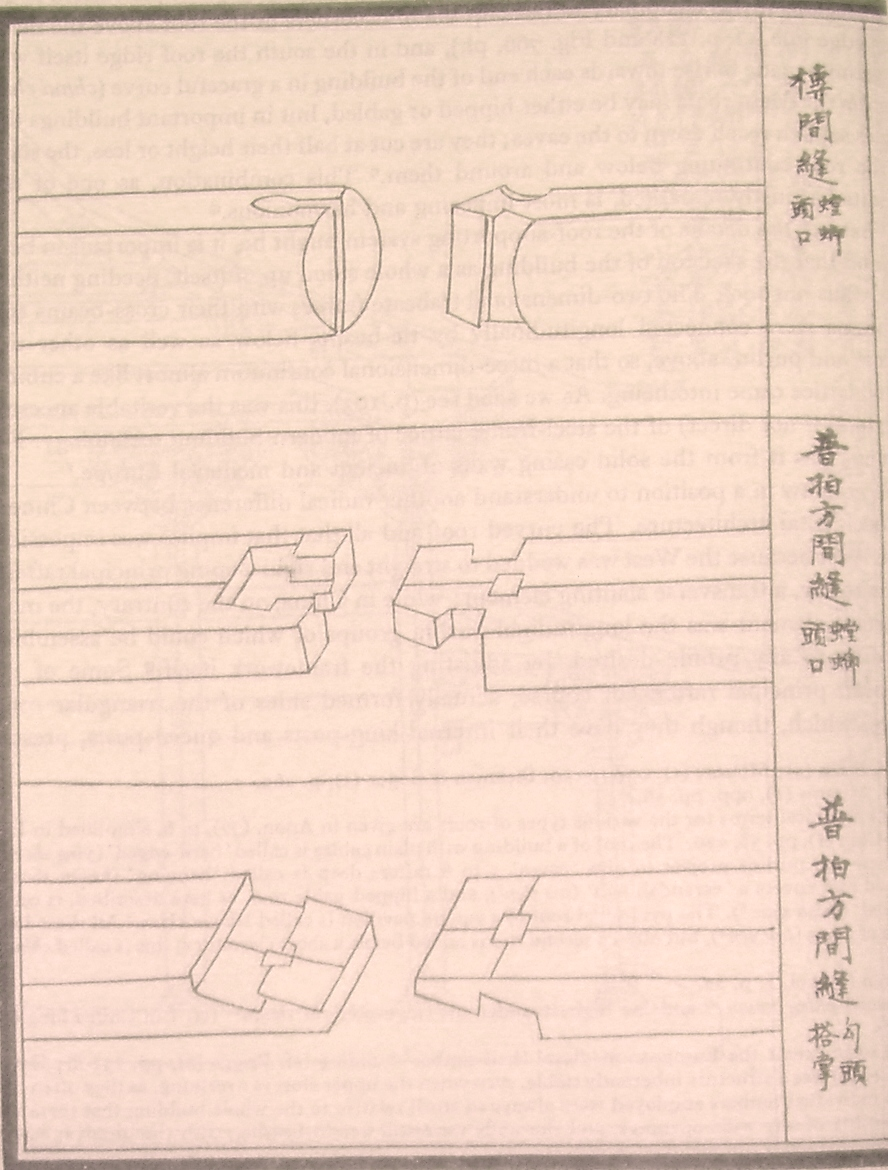
Ilustración de caja y espiga con tirantes y vigas transversales, Yingzao fashi

Para su libro, Li usó material de escritos arquitectónicos preexistentes, pero en su mayor parte documenta la tradición heredada de los artesanos y arquitectos transmitida de boca en boca. El libro de Li ofrece un glosario de términos técnicos que incluye fórmulas matemáticas. Incorporó la topografía en sus estimaciones para edificios en varios tipos de sitios. También estima el coste económico de la contratación de trabajadores con diferentes niveles de habilidad y tipos de experiencia en la artesanía. Sus estimaciones toman como base una jornada de trabajo, e incluyen los materiales necesarios, teniendo en cuenta la temporada en la que se realizó el trabajo.
El trabajo de Li incorpora normas de construcción y regulaciones, la información contable, normas para los materiales utilizados en la construcción, y la clasificación de los distintos oficios.  Los 34 capítulos del libro especifican en detalle las unidades de medida, la construcción de fosos y fortificaciones, y normas para la mampostería, así como la artesanía en madera grandes y pequeñas. Incluye las especificaciones (e ilustraciones) para la construcción de unidades de horquillado con los brazos inclinados y juntas para columnas y vigas, así como las directrices para la talla de madera, torneado y taladrado, aserrado, obra de bambú, suelo de baldosas, la construcción de la pared, la pintura y la decoración, y las fórmulas de pinturas decorativas, esmaltes y diversos revestimientos. Se incluyen las proporciones de mezcla de morteros en mampostería, ladrillo y acristalamiento azulejo. El libro contiene ilustraciones dibujadas a mano de todas las prácticas y normas. Esbozó la carpintería estructural en gran detalle, proporcionando mediciones dimensionales estándar para todos los componentes. Por ejemplo, Li desarrolló un sistema de clasificación estándar de ocho rangos para diferentes tamaños de elementos de madera. El sistema se conoce como el sistema cai-fen de unidades y podría aplicarse universalmente a los edificios.
Aunque otros tratados fueron escritos y compilados de antemano, el libro de Li es el manual técnico más antiguo existente en la arquitectura china que ha sobrevivido intacto y en su totalidad.

## Galería

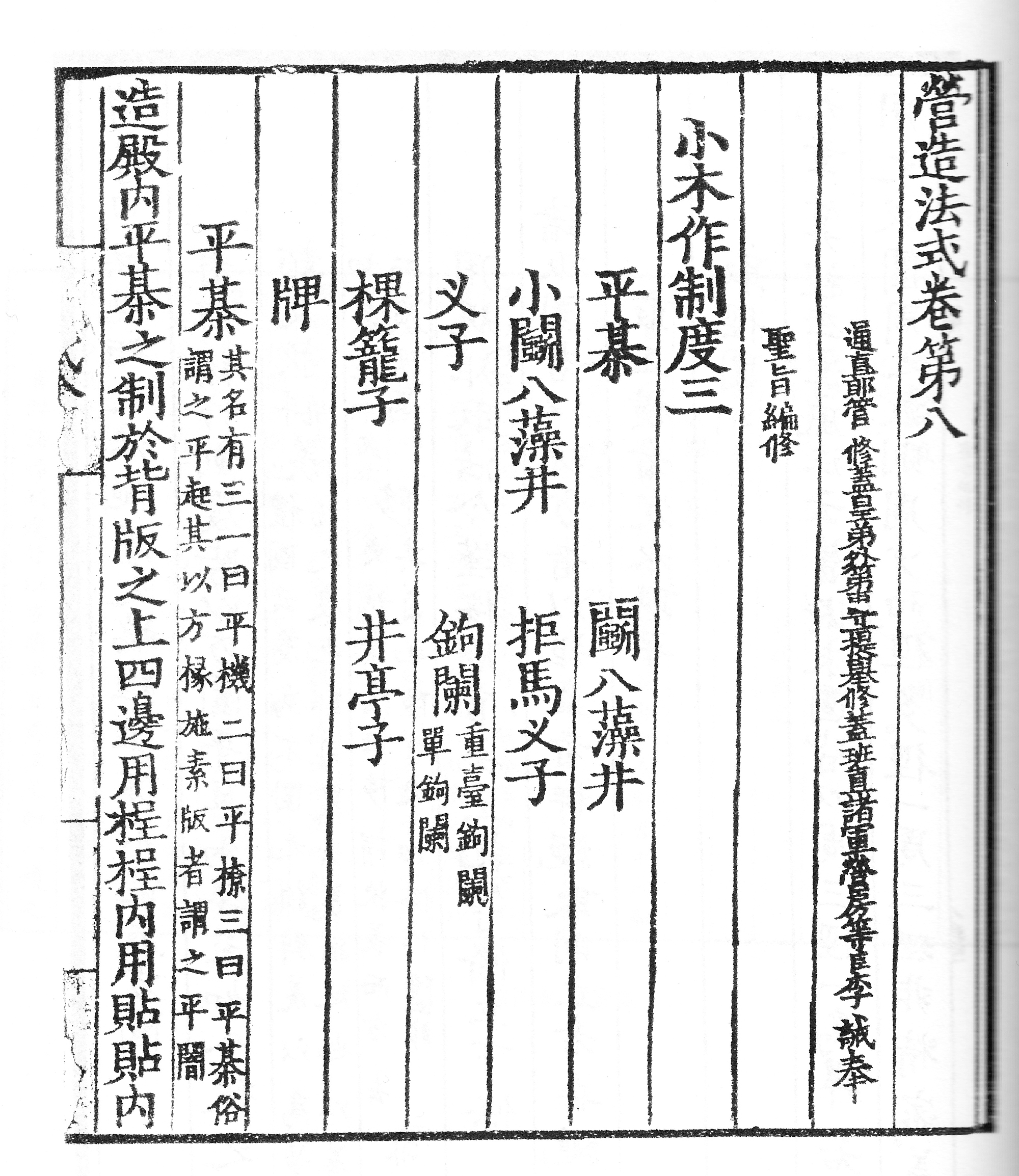
Una página de una edición de 1145 de la dinastía Song, volumen 8.
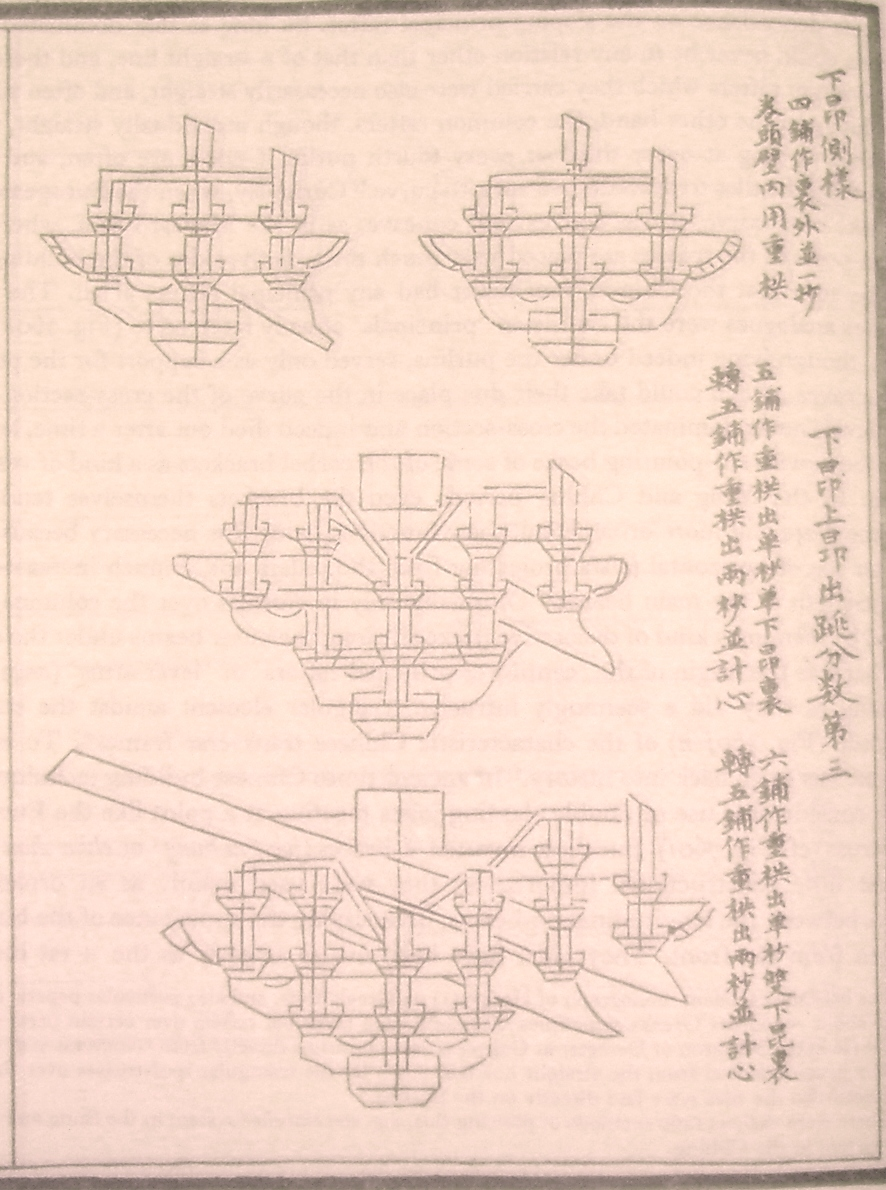
Grupo de canecillos con ménsulas, Yingzao fashi (1103)
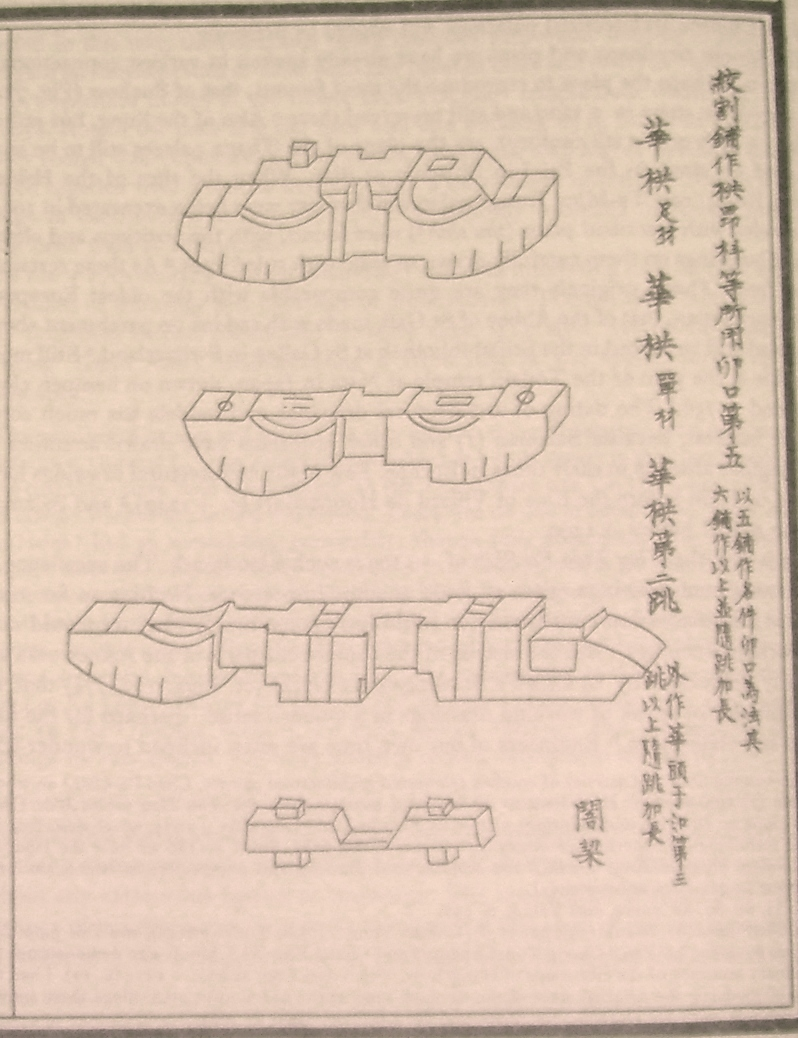
Soportes de ménsula transversales, Yingzao fashi (1103)
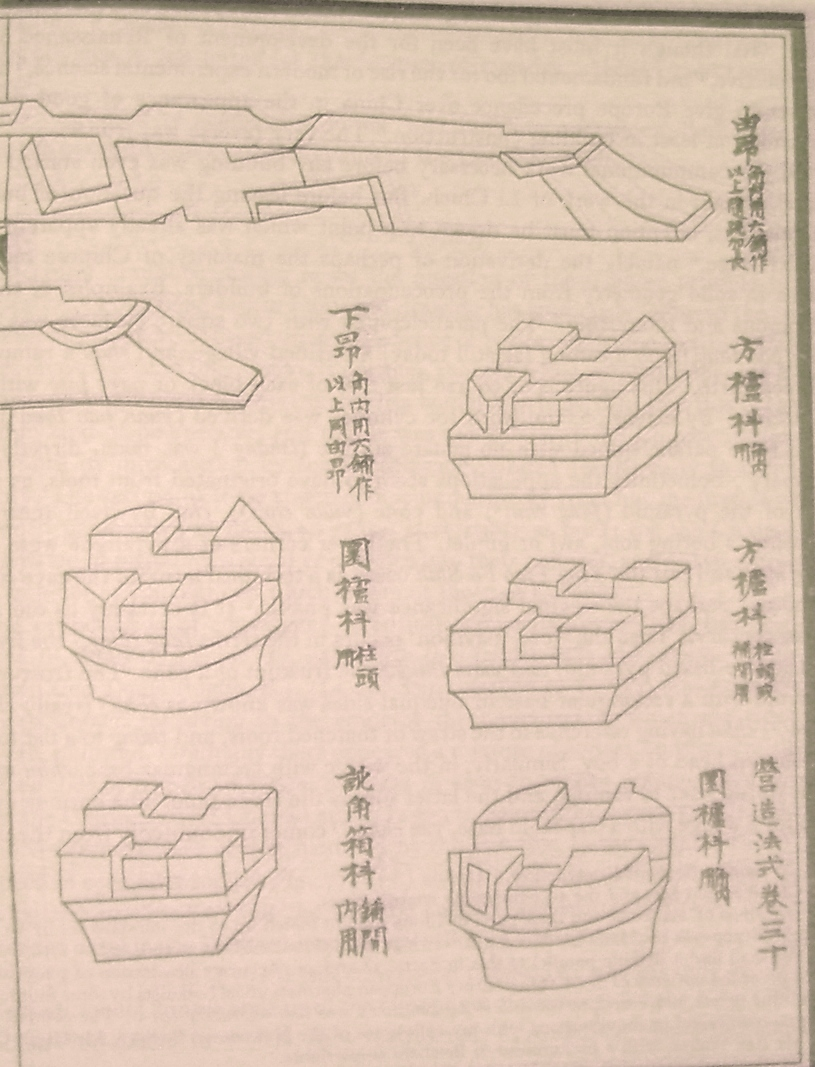
Soporte y brazos voladizos, Yingzao fashi (1103)
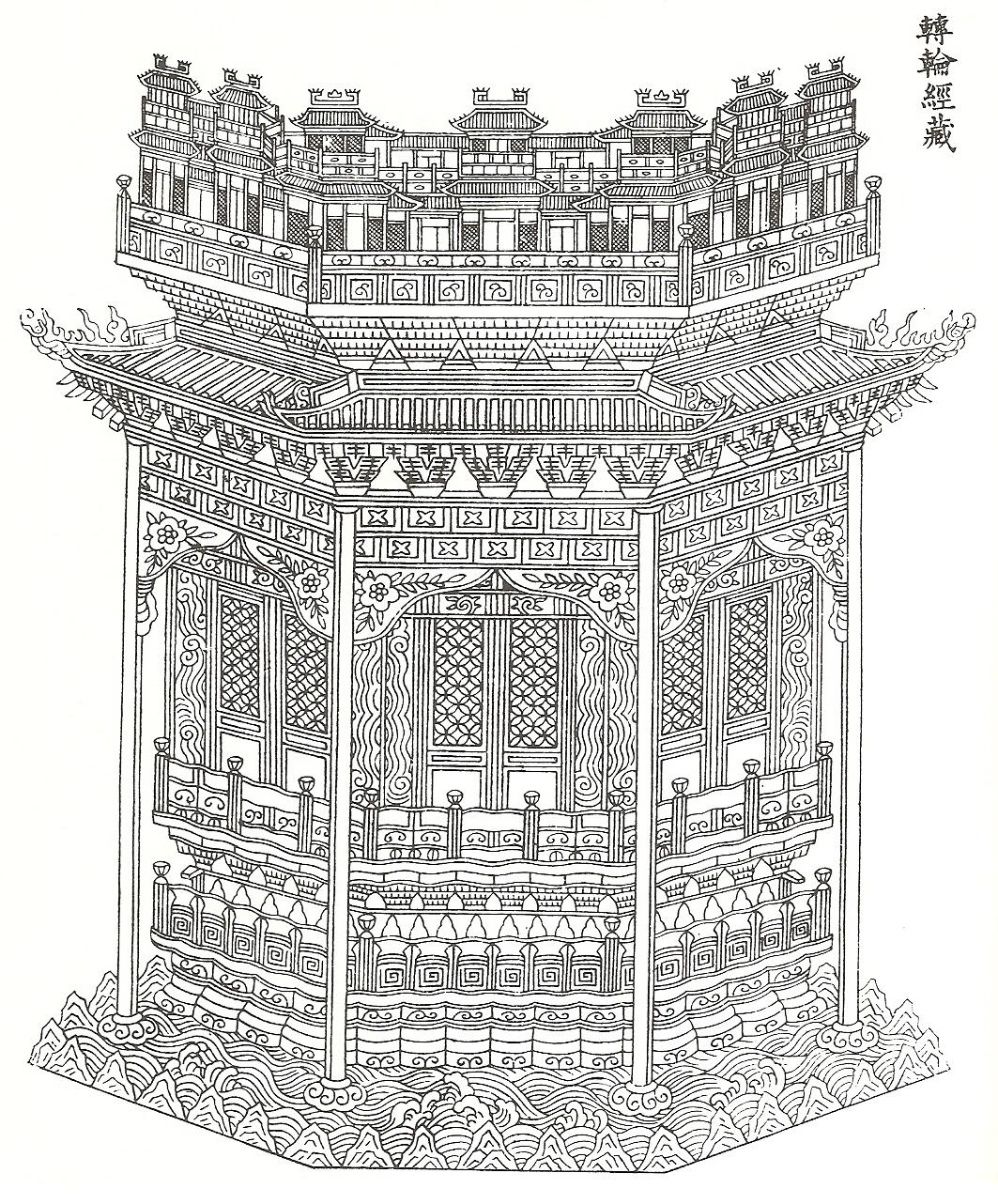
Arca budista, Yingzao fashi (1103)
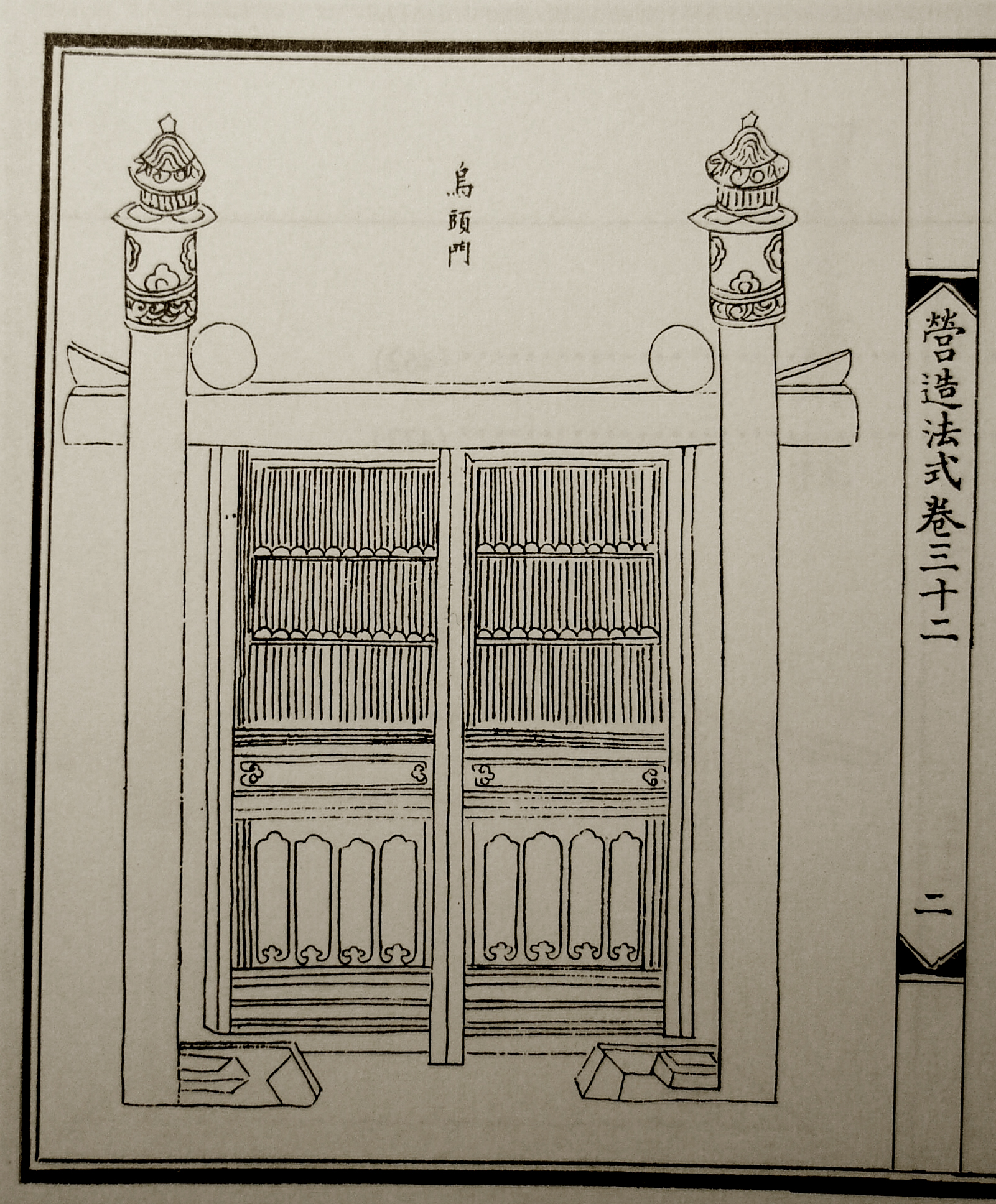
Marco de madera paifang, Yingzao fashi (1103)